# Jaime Rocha Rodríguez
Jaime Rocha Rodríguez (Larache, protectorado español de Marruecos, 28 de enero de 1942) es un escritor español especializado en novelas de espionaje. Fue militar y miembro de los servicios de inteligencia españoles. Está casado con Carmen Bensusan Abreu y es padre de cinco hijos (Carmen, Jaime, Javier, Almudena y Daniel).

## Reseña biográfica
Como militar, Jaime Rocha ingresó en la Armada Española, donde se especializó en la escuadrilla de aviones Harrier y en diferentes buques, alcanzando el rango de capitán de navío.
En 1979 ingresó como agente operativo en el ya extinguido Centro Superior de Información de la Defensa (CESID), conocido actualmente como Centro Nacional de Inteligencia (CNI) y fue destinado inicialmente en Cádiz. Tras esta etapa fue trasladado y ejerció como responsable de la División de Redes Clandestinas del Magreb. También fue responsable del centro en la Embajada española de la antigua Checoslovaquia y fue Jefe del Área de Europa y América del Norte, siempre a las órdenes del entonces director, el general Emilio Alonso Manglano.
En su faceta como articulista ha sido columnista del diario de tirada nacional en España La Razón, y del Diario de Cádiz, donde ha analizado diferentes aspectos de la política tanto  nacional como internacional de España.
Como escritor, sus dos novelas publicadas han tenido siempre un trasfondo autobiográfico, relatando sus vivencias como agente de los servicios secretos españoles en dos etapas.
En la novela "Operación El Dorado Canyon", Rocha relata su experiencia en la misión que el CESID le encomendó en 1986 en Libia, donde tuvo que proporcionar la localización del dictador Muanmar el Gadafi para la CIA. En su última novela, titulada "El Muro", la acción se traslada a la Embajada de España en la antigua Checoslovaquia en los años de la caída del telón de acero, en la cual da a conocer diferentes misiones llevadas a cabo para el Gobierno español en las que se entrecruzaron los servicios de espionaje de la antigua República Democrática de Alemania, la banda terrorista ETA o la Revolución de Terciopelo, encabezada por el dramaturgo Václav Havel. 
En 2022, Jaime Rocha cierra su trilogía de novelas de espionaje con el libro "Alta traición", donde relata la experiencia vivida en el seno del antiguo CESID durante los dos intentos de destitución del general y director, Emilio Alonso Manglano, así como diferentes misiones realizadas en territorio nacional, como la persecución a un agente de la KGB, la captación de un piloto libio, o sus gestiones ante el Frente Polisario.
En el año 2023, Rocha ha publicado un nuevo libro titulado "No es país para cuerdos", en el que recopila sus artículos publicados desde 2015 a 2021 en el diario La Razón, en los cuales profundiza en los principales asuntos de actualidad social y política de España, desde un punto de vista diferente, propio de una persona que ha tenido acceso a las facetas más desconocidas de la Administración.
La novela "Misiles para la ETA" es la última publicación de Jaime Rocha, lanzada al mercado en 2024, en la cual transpone los hechos reales vividos en primera persona al servicio del CESID a ficción, en la que narra una importante misión de los Servicios de Inteligencia españoles en la que se frustró una importante compra de armamento por parte del grupo terrorista ETA. Esta cuarta novela de Jaime Rocha narra la operación llevada a cabo conjuntamente con servicios de inteligencia occidentales que supuso un duro golpe para la banda terrorista y el principio de la colaboración de Francia en la lucha contra ETA.

## Obras
- Dedicado a ti: artículos en prensa (2009-2016), 2016[8]
- Operación El Dorado Canyon, 2020[9]
- El Muro, 2021[10]
- Alta traición, 2022[11]
- No es país para cuerdos, 2023[12]
- Misiles para la ETA, 2024[7]

## Premios y reconocimientos
En octubre de 2021, Jaime Rocha ha sido galardonado con la medalla de oro en los International Latino Book Awards por su novela "Operación El Dorado Canyon", premios celebrados en California por la fundación Latino Literacy Now, creada por el actor Edward James Olmos y el empresario Kirk Whisler. La novela fue premiada como "Mejor novela de ficción histórica en español".
El 23 de febrero de 2022, Jaime Rocha ingresó como académico en la Real Academia Hispanoamericana de Ciencias, Artes y Letras de Cádiz, con su discurso de ingreso sobre "La Leyenda Negra Española", siendo presentado por el catedrático de Historia y académico, D. Rafael Sánchez Saus.